# Vavozsi járás
A Vavozsi járás (oroszul Вавожский район [Vavozsszkij rajon], udmurtul Вавож ёрос [Vavozs jorosz]) Oroszország egyik járása Udmurtföldön. Székhelye Vavozs.

## Népesség
- 2002-ben 17 323 lakosa volt, melynek 57,6%-a udmurt, 39,4%-a orosz, 0,8%-a tatár.
- 2010-ben 16 351 lakosa volt, melyből 9 200 fő udmurt, 6 529 orosz, 133 tatár stb.